# 11974 Yasuhidefujita
11974 Yasuhidefujita è un asteroide della fascia principale. Scoperto nel 1994, presenta un'orbita caratterizzata da un semiasse maggiore pari a 3,1025228 UA e da un'eccentricità di 0,2134453, inclinata di 2,38840° rispetto all'eclittica.